# Finglas
Finglas är en stadsdel i Irlands huvudstad Dublin, 7 km nordväst om stadens centrum. Finglas ligger 59 meter över havet och antalet invånare är 19 768.